# オリンピック公園駅 (ソウル特別市)
オリンピック公園駅（オリンピック・コンウォンえき）は、大韓民国ソウル特別市松坡区芳荑洞にある、ソウル交通公社・ソウル市メトロ9号線の駅。

## 利用可能な鉄道路線
ソウル交通公社
 5号線（馬川支線） - 駅番号は「P550」
ソウル市メトロ9号線
 9号線 - 駅番号は「936」

## 歴史
- 1996年3月30日 - 5号線開業。
- 2018年12月1日 - 9号線開業。

## 駅構造

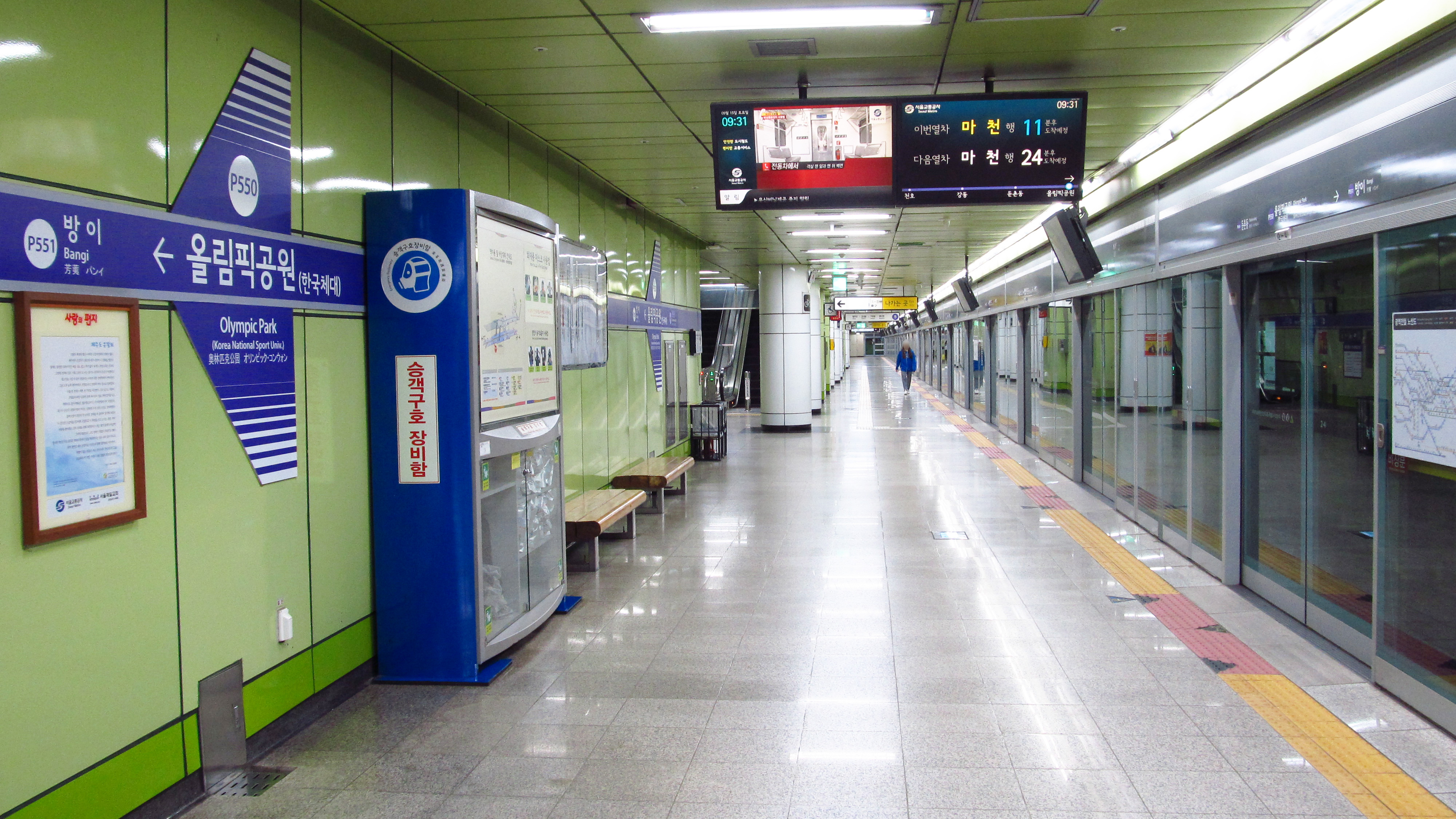
ホーム

5号線のホームは相対式ホーム2面2線を有する地下駅で、9号線のホームは島式ホーム2面2線を有する地下駅。 ホーム上にフルハイトタイプのホームドアを備える。出口は4箇所ある。

### のりば
※案内上ののりば番号は設定されていない。
| 5号線ホーム |       |                                          |
| 上り        | 5号線 | 往十里・鍾路3街・汝矣島・傍花方面        |
| 下り        | 5号線 | 梧琴・馬川方面                           |
| 9号線ホーム |       |                                          |
| 上り        | 9号線 | 総合運動場駅・新論峴・金浦空港・開花方面 |
| 下り        | 9号線 | 遁村五輪・中央報勲病院方面               |

## 利用状況
近年の一日平均利用人員推移は下記のとおり。
| 路線  | 路線     | 2000年 | 2001年 | 2002年 | 2003年 | 2004年 | 2005年 | 2006年 | 2007年 | 2008年 | 2009年 | 出典  |
| ----- | -------- | ------ | ------ | ------ | ------ | ------ | ------ | ------ | ------ | ------ | ------ | ----- |
| 5号線 | 乗車人員 | 7,228  | 7,061  | 7,035  | 6,830  | 6,811  | 6,793  | 6,426  | 6,218  | 6,300  | 6,107  | [ 1 ] |
| 5号線 | 降車人員 | 6,890  | 6,687  | 6,607  | 6,484  | 6,501  | 6,509  | 6,128  | 5,988  | 6,070  | 5,915  | [ 1 ] |
| 5号線 | 乗降人員 | 14,118 | 13,748 | 13,643 | 13,314 | 13,313 | 13,302 | 12,554 | 12,206 | 12,370 | 12,022 | [ 1 ] |
| 路線  | 路線     | 2010年 | 2011年 | 2012年 | 2013年 | 2014年 | 2015年 | 2016年 |        |        |        | [ 1 ] |
| 5号線 | 乗車人員 | 6,554  | 7,008  | 7,248  | 7,488  | 7,181  | 7,465  | 7,219  |        |        |        | [ 1 ] |
| 5号線 | 降車人員 | 6,384  | 6,804  | 6,970  | 7,227  | 6,976  | 7,349  | 7,096  |        |        |        | [ 1 ] |
| 5号線 | 乗降人員 | 12,938 | 13,812 | 14,218 | 14,715 | 14,157 | 14,814 | 14,314 |        |        |        | [ 1 ] |

## 駅周辺
- オリンピック公園
- SKオリンピックハンドボール競技場（朝鮮語版）
- 韓国体育大学校
- 普成高等学校（朝鮮語版）
- ソウル体育高等学校（朝鮮語版）
- 五輪洞住民センター
- 五輪洞郵便局

## 隣の駅
ソウル交通公社
　 5号線（馬川支線）
　遁村洞駅 (P549) - オリンピック公園駅 (P550) - 芳荑駅 (P551)
　ソウル市メトロ9号線
　 9号線
急行
石村駅 (933) - オリンピック公園駅 (936) - 中央報勲病院駅 (938)
一般（各駅停車）
　漢城百済駅 (935) - オリンピック公園駅 (936) - 遁村五輪駅 (937)